# くつっ子まつり
くつっ子まつり（くつっこまつり）とは兵庫県神戸市長田区で定期的に実施されているイベント。

## 概要
1997年より「くつのまち・ながた」をPRすることを目的として、長田区に本部を置く日本ケミカルシューズ工業組合によって定期的に行われている。6月と11月の年に2回実施されており、2007年の神戸ながたTMOの調べによれば、年間来場者数は約5万人であり、市民に定着したイベントとなっている。当初は新長田駅前で行われていたが、後に若松公園で行われるようになっている。関東など遠方からの来場者もいる。
2016年に実施されたくつっ子まつりでは、同年に熊本地震があったことから来場者からの募金と出店料の一部を支援に使うこととして、約44万円が義援金として拠出された。